# Casadejús
Casadejús és una masia del municipi de Borredà (Berguedà) inclosa en l'Inventari del Patrimoni Arquitectònic de Catalunya.

## Descripció
Masia orientada a llevant, de planta rectangular, coberta a dues aigües amb teula àrab. Destaquem les obertures d'arc de mig punt de la façana principal. Fou ampliada en diverses etapes, presenta cossos afegits al mur de tramuntana i de migdia. Els materials constructius són pobres: maçoneria irregular i fusta a les llindes de portes i finestres.

## Història
La masia de Casadesús o Casadejús és documentada des de la baixa edat mitjana com una de les propietats dels barons de la portella a la parròquia de Santa Maria de Borredà. Al s. XVIII tenia les masoveries de la Casanova de Casadejús i la casa Ferrera, per les quals pagava de cens dues quarteres i dos quartans de civada, una quartera i tres d'ordi, vi, onze sous i tres gallines per Nadal.